# Tribunj
Tribunj (Italiaans: Trebocconi) is een gemeente in de Kroatische provincie Šibenik-Knin. Tribunj telt 1450 inwoners.

## Galerij

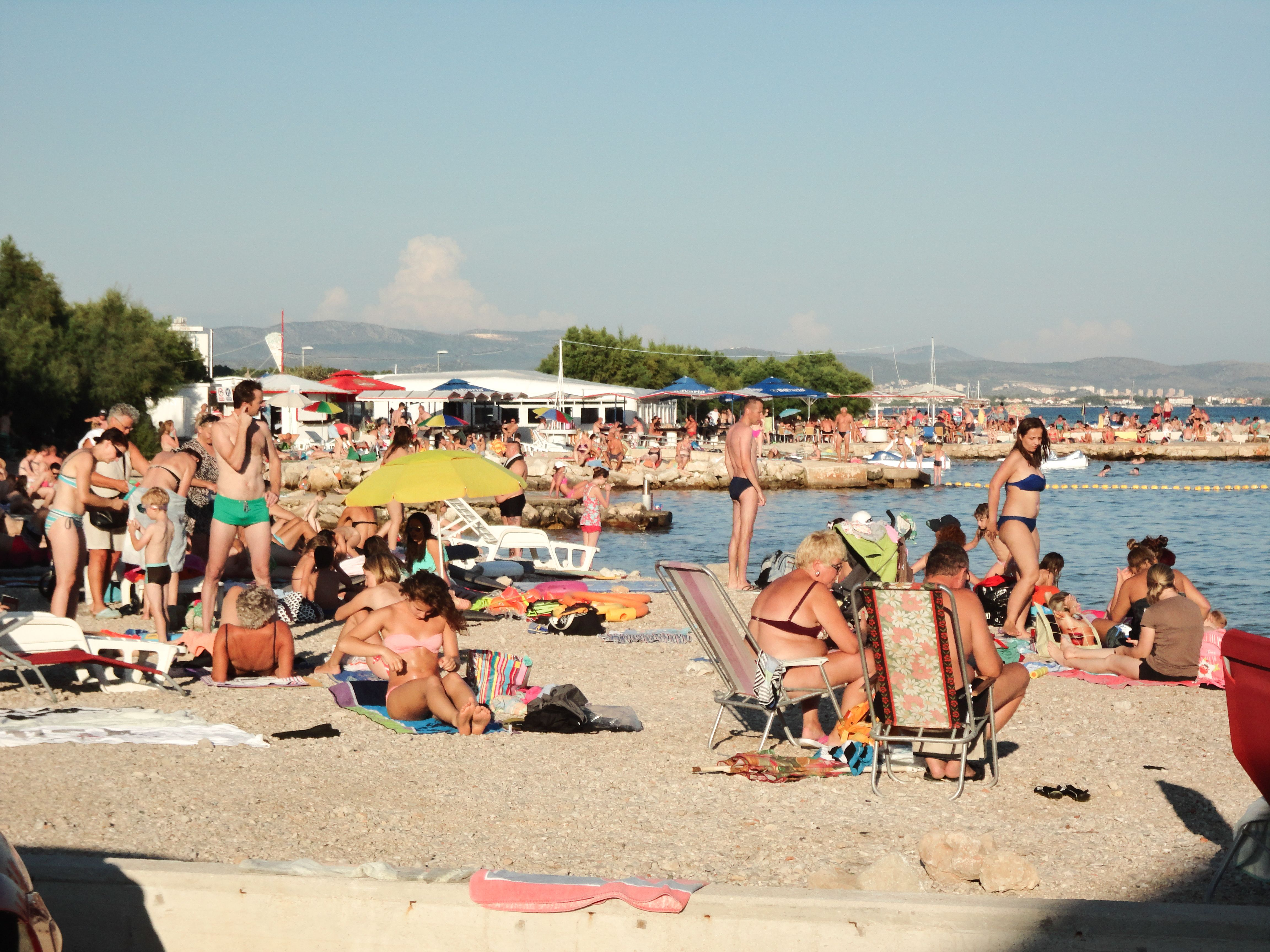
Het strand van Tribunj
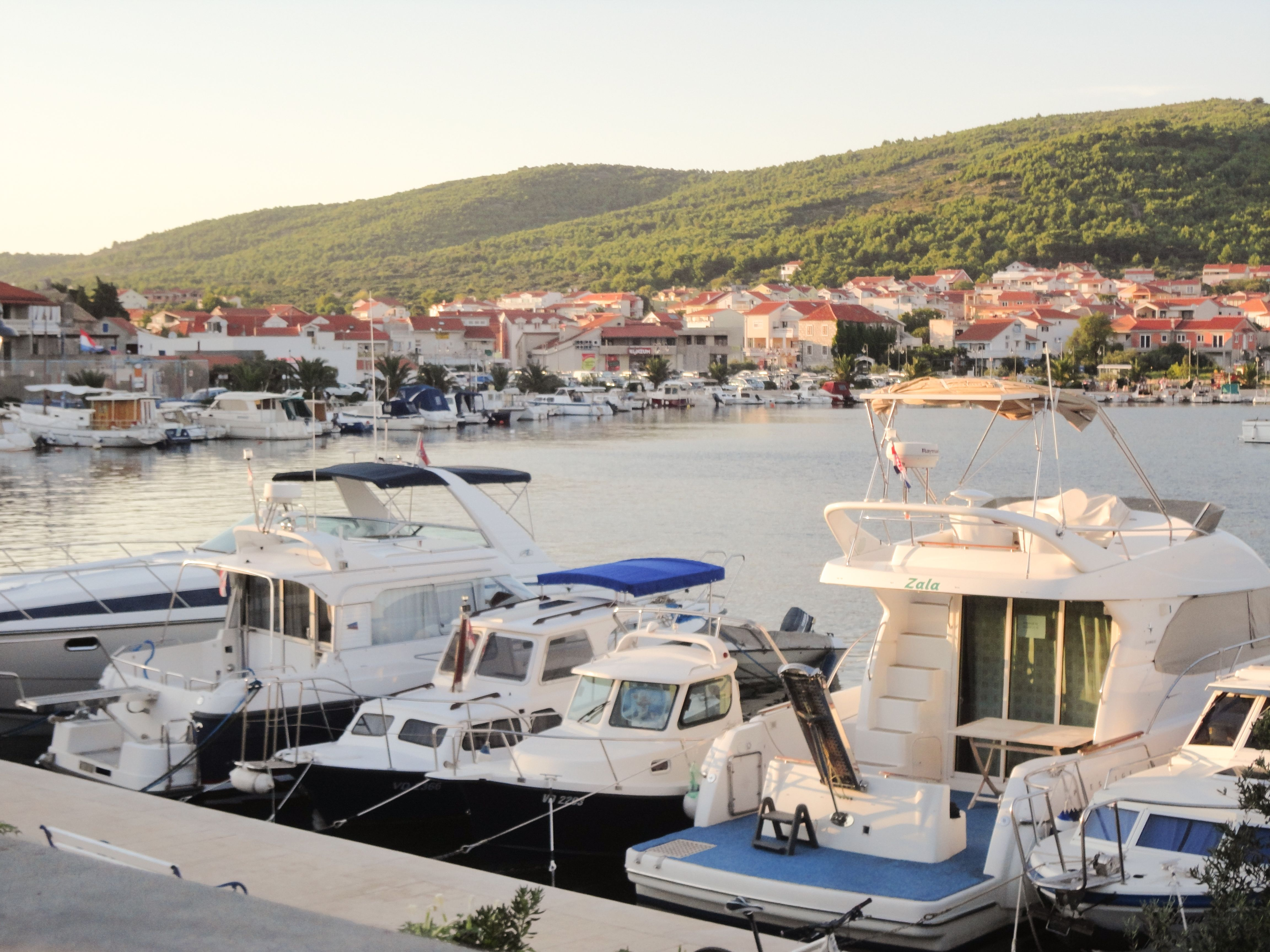
De haven van Tribunj

Steden (gradovi): Šibenik · Drniš · Knin · Skradin · Vodice

Gemeenten (općine): Bilice · Biskupija · Civljane · Ervenik · Kijevo · Kistanje · Murter-Kornati · Pirovac · Primošten · Promina · Rogoznica · Ružić · Tisno · Tribunj · Unešić